# Евстати Павлов
Евстати Павлов Цачев е български учител и диригент.

## Биография
Евстати Павлов е роден на 11 април 1883 г. в Ловеч. Завършва Петокласното мъжко училище (1901). Продължава образованието си във Вюрцбург (Германия) и завършва специалност пеене и цигулка (1910).
Работи като учител в Мъжката гимназия (1910-1915), Държавното педагогическо училище „Княз Борис Търновски“ (1915-1928) и Американския девически колеж (1928-1930) в Ловеч. През 1922 г. в педагогическото училище създава ученическо музикално дружество, секция на градското дружество „Кавал“. Изгражда смесен хор от 120 ученика, групи от които оформят традиционните църковни, великденски и коледарски хорове. През 1925 г. създава ученически духов оркестър, инструментите, за който са закупени от чешката фирма „Б. Шовасер и синове“. Дружеството участва във всички музикални изяви на училището и града. Освен диригент Евстати Павлов е сценарист и режисьор. Създава традицията за поставяне на ученически опери и оперети „Самодивско изворче“(1919), (1926), „Тахирбеговица“(1921) и др. Всички приходи са предоставени за електрифициране на училищната сграда. Обучава музикално десетки ученици.
През 1926 г. създава църковен хор от 60 души при храма „Света Троица“. Основател и ръководител на градското музикално дружество „Кавал“. Постановчик и диригент на повече от 20 опери и оперети, представяни на Ловешката сцена: „Трубадур“, „Камен и Цена“, „Гергана“, „Кармозинела“, „Наталка полтавка“ и др. Участник в почти всички музикални изяви в града повече от 50 години.
Награден е от Министерството на народната просвета „За изявена извънучилищна и културно-просветна дейност“.